# Type 2 Ka-Mi
O Type 2 Ka-Mi foi o primeiro tanque anfíbio da Marinha Imperial Japonesa. Baseado no tanque leve Type 95 Ha-Go.

## Ligação externa
- Características do veículo
- Mais informações sobre o T2 Ka-Mi